# Panegyrik

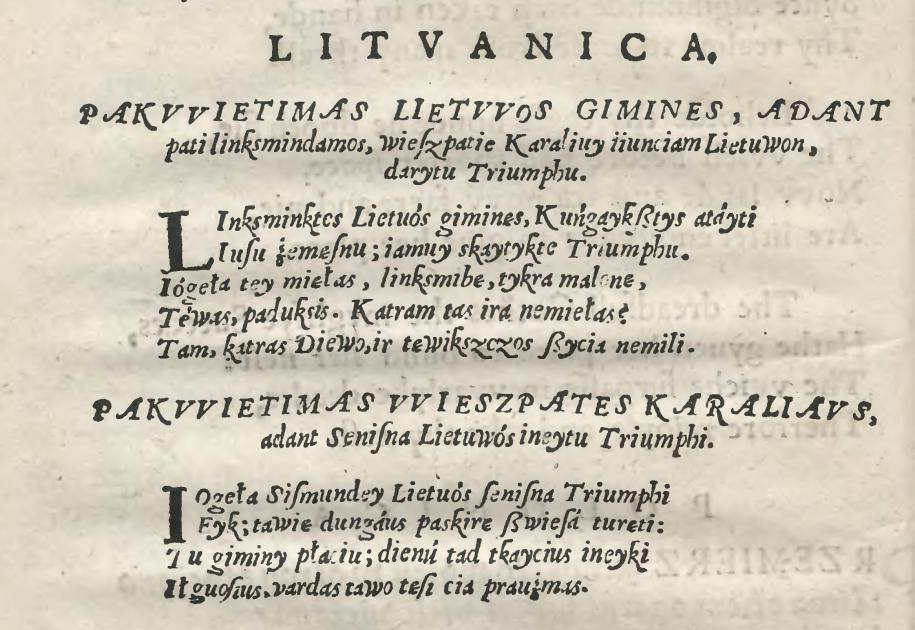
Litevský panegyrik z roku 1589, jehož adresátem byl panovník Zikmund III. Vasa

Panegyrik (řecky panégyrikos) byla v původním významu řeč, pronášená ve starověkém Řecku na slavnostních shromážděních, pořádaných především v rámci náboženských slavností. Známé jsou například panegyriky Isokratovy.
Později začal tento výraz označovat jakoukoliv pochvalnou nebo oslavnou řeč nebo literární útvar.